# جيريمي غرين
جيريمي غرين (17 سبتمبر 1984 في المملكة المتحدة - ) (بالإنجليزية: Jeremy Green)‏ هو لاعب كريكت بريطاني. لعب مع نادي مقاطعة ساسكس للكركيت ‏.